# Landelijk Ondersteuningsinstituut voor Kunstzinnige Vorming
Het Landelijk Ondersteuningsinstituut voor Kunstzinnige Vorming (LOKV) (1983–1999) was een instelling die streefde naar verbetering en uitbreiding van kunstzinnige vorming in alle vormen van onderwijs. Het had haar hoofdkantoor aan de Ganzenmarkt in Utrecht.

## Activiteiten
In de jaren 1990 rapporteerde het LOKV dat korting op subsidie voor culturele vorming in het basisonderwijs tot gevolg zou hebben dat minder kinderen professionele voorstellingen konden bezoeken en concludeerde dat er sprake was van kunstzinnige bloedarmoede in het onderwijs.
In dezelfde periode was LOKV, onder andere bij monde van Ati Schermel, betrokken in de discussie over hoe 'allochtonentheater' gesteund dan wel omgevormd moest worden, want allochtone kunstenaars zouden op diverse manieren gestigmatiseerd worden. Zo was er sprake van diverse pijnpunten. Er zou 'omgekeerde discriminatie' zijn, waarbij het publiek maar al te welwillend stond tegenover de kunsten van allochtonen. Er zou op de westerse cultuur georiënteerde kunst gedoceerd worden. Allochtone kunst had of geen plaats in het onderwijs of werd als een aparte categorie behandeld. De LOKV beijverde een subsidieprogramma, die er ook kwam maar na vijf jaar weer afgeschaft werd, omdat het door andere potjes vervangen zou zijn.

## Pand
Mart van Schijndel is de ontwerper van de entreepui en de interne verbouwing van drie achtergelegen panden die voorheen van de toen naastgelegen AMRO-bank waren. De postmodernistische pui is een verwijzing naar het werk van de Franse architect Claude Nicolas Ledoux (1736 – 1806).
De pui is opgebouwd met brokken natuursteen met in de voegen gekleurd marmer. Twee afgebroken pilasters tonen waar de voormalige entreedeur zat. Boven in de pui zijn de letters LOKV in goud verwerkt.
Eind 2013 zou de pui gesloopt worden. Na protest van onder andere het Cuypersgenoodschap en Sjoerd Soeters werd dit plan afgeblazen en is de pui in 2014 een gemeentelijk monument geworden. Door opgeplakte folie is de glazen pui niet langer doorzichtig  en is er een extra deur naast de oorspronkelijke deur gebouwd.